# Industrieanlagenbau
Unter Industrieanlagenbau versteht man die gesamtverantwortliche Kombination und Integration verschiedener Lieferungen und Leistungen, die die Bereitstellung funktionsfähiger Industrieanlagen oder Komponenten solcher Anlagen zum Ziel haben. Eine Industrieanlage ist in diesem Zusammenhang ein System zur Realisierung eines industriellen Prozesses. Diese industriellen Prozesse umfassen typischerweise verschiedene, miteinander verbundene Prozessschritte und zeichnen sich daher häufig durch eine hohe Komplexität aus. Da die zu erbringenden Leistungen beim Industrieanlagenbau häufig über den reinen Bau der Anlage hinausgehen, wird manchmal auch von der Bereitstellung von Industrieanlagen gesprochen. 
Bei der Bereitstellung von Industrieanlagen wird in der Regel planmäßig vorgegangen. Üblicherweise werden dabei Methoden des Projektmanagements verwendet.

## Lieferungen und Leistungen
Zu den Lieferungen gehören im Wesentlichen:
- Teilanlagen
- Maschinen
- Apparate
- Komponenten
- verbindende Elemente (z. B. Gerüste, Rohrleitungen, Verkabelungen)
- Software

Zu den Leistungen gehören im Wesentlichen:
- Dokumentation und Schulung
- Finanzierung
- Herstellung und/oder Einkauf
- Inbetriebnahme
- Instandhaltung
- Konstruktion
- Lieferung
- Montage
- Planung

## Wichtige belieferte Industriebereiche
Der Industrieanlagenbau liefert Anlagen insbesondere in folgende Industriebereiche. Die Aufzählung ist alphabetisch und erhebt keinen Anspruch auf Vollständigkeit:
- Abfallbehandlung
- Automobilindustrie
- Bau- und Baustoffindustrie
- Bearbeitung von Werkstücken
- Chemische und pharmazeutische Industrie
- Papier- und Drucktechnik
- Elektronikindustrie
- Elektrotechnik
- Energiewirtschaft (Energieerzeugung, -übertragung und -verteilung)
- Förderung, Umschlag, Logistik
- Gebäudetechnik
- Holzbe- und -verarbeitung
- Kunststoff- und Gummiindustrie
- Luftreinhaltung
- Metallgewinnung und -bearbeitung
- Nahrungsmittelindustrie
- Rohstoffgewinnung, -förderung und -aufbereitung
- Textilindustrie
- Verpackungsindustrie
- Wasser- und Abwasserbehandlung
- Zellstoff- und Papierindustrie.

## Besondere Anforderungen an das Management
Besondere Managementkompetenzen des Industrieanlagenbauers sind
- Projektmanagement
- Risikomanagement
- Gestaltung (häufig internationaler) Verträge
- Lieferantenmanagement
- Logistik